# 平縣
平縣，是明代交阯承宣布政使司諒山府七源州下轄的一個縣，後陷入安南，治所約在今越南平嘉縣的東北部，與長定縣相連。

## 沿革
- 永樂五年六月癸未朔（1407年7月5日）置，隸諒山府七源州[2]。
- 永樂七年正月二十二乙丑（1409年2月6日），併平縣入水浪縣[3]。